# 巴黎地鐵3號線支線
巴黎地铁3号线支线（法語：Ligne 3bis du métro de Paris）为巴黎地铁路网之一，于1971年通车。本线自3号线的冈贝塔站向北，短暂穿行巴黎市区东部，到达11号线的丁香门站，是巴黎地铁中长度最短的一条线路。

## 历史

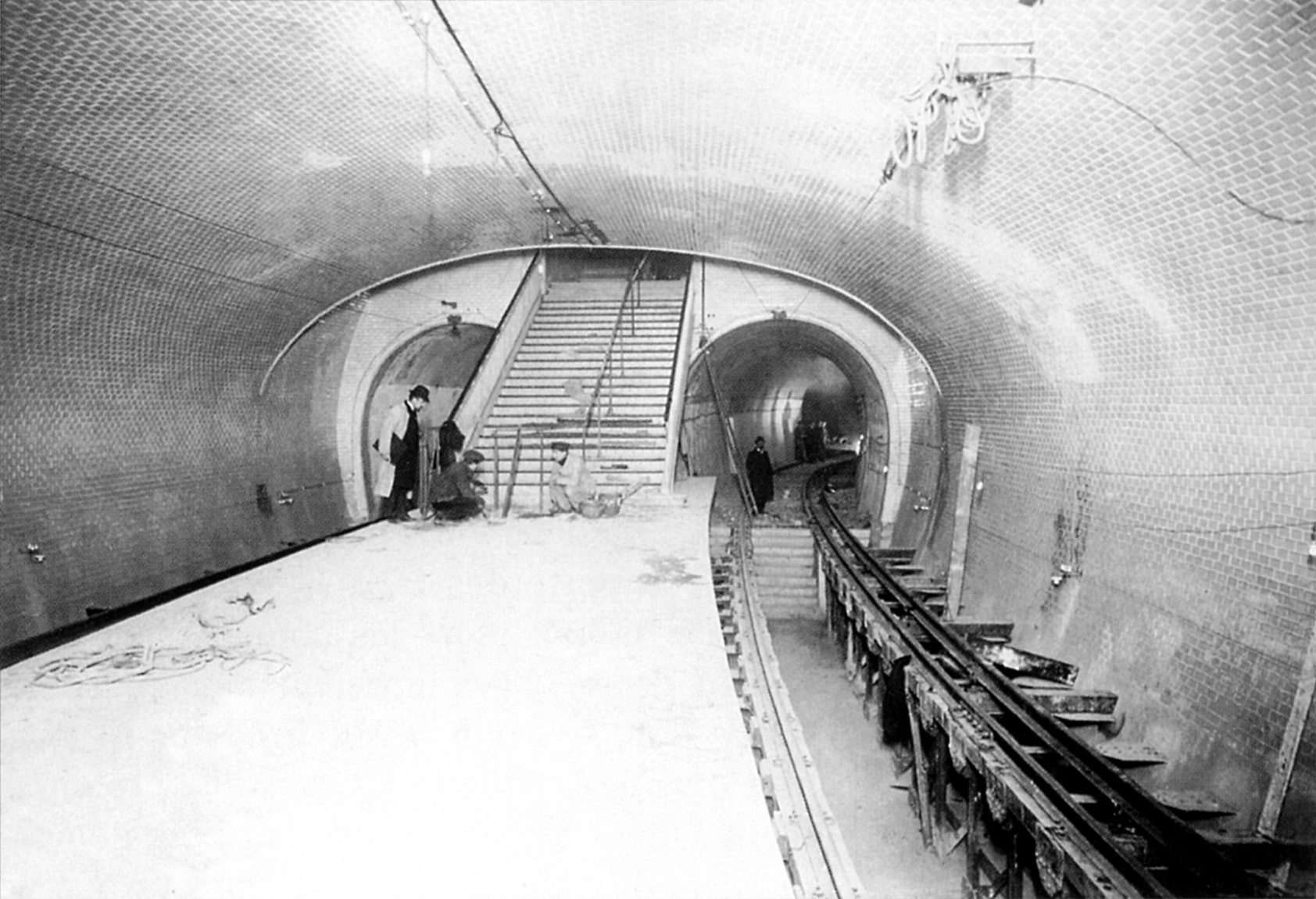
1905年投入使用前的冈贝塔站

3号线支线的前身是3号线的东部路段，呈南北走向。1960年代末至1970年代初3号线线路调整，固有的东部路段独立为支线。
1901年12月4日，巴黎地铁的第一期延伸计划中包含3号线的东延段，从冈贝塔站（当时为3号线落实兴建的东部终点）向北至丁香门站。但此后经过两次借款，以及一系列的会议和确认，到1910年4月才对公众发布资讯。
1910年代初，3号线东延段开始施工，施工路段经过地质不稳定的含水层以及一个古湖，为此线路建在很深的地下石膏矿床上，车站的穹顶也进行了加固。一战爆发前，该东延段已基本完工，但战争爆发使得线路通车被推迟，直到1921年11月27日才投入使用。
在修建3号线东延段的同时, 运营商城铁公司在7号线的佩圣热尔维分支上修建了两条轨道，连接到丁香门站，便于连接3号线和7号线。其中由西北往东南的轨道称为节日线（Voie des Fêtes），反向的称为往返线（Voie navette）。但基于客流量的考虑，最终只有往返线投入使用，而节日线以及线上的亚佐站都被弃用，亚佐站连地面出口都没有建造，成为巴黎地铁幽灵车站之一。1939年二战爆发，往返线停运。1969年，根据巴黎东部近郊客流量的需求，3号线走向需要进行大的改动，因此冈贝塔站关闭重建，原有的月台从3号线上剥离，新的月台兼并了西边原马丹纳度站的一部分，马丹纳度站因此被拆毁。8月23日，新的冈贝塔站启用。
1971年3月27日，冈贝塔和丁香門之間的线路獨立為支线，便是现时的3号线支线（3bis），冈贝塔站的旧月台作为3bis的终点，原来的路轨通道被截断，改造成换乘通道。同年4月2日，3号线延长至加列尼站。

## 车站列表

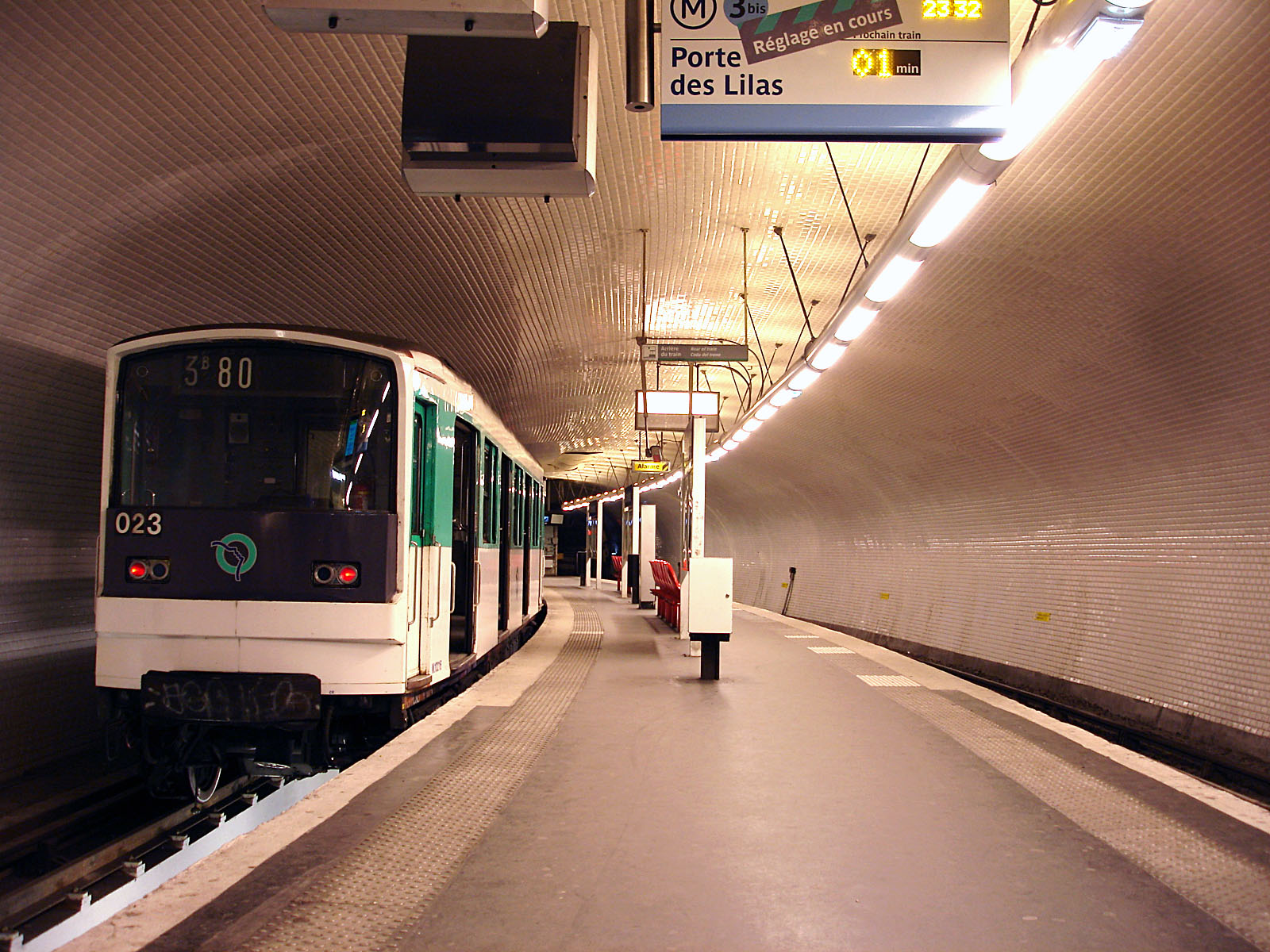
冈贝塔站月台

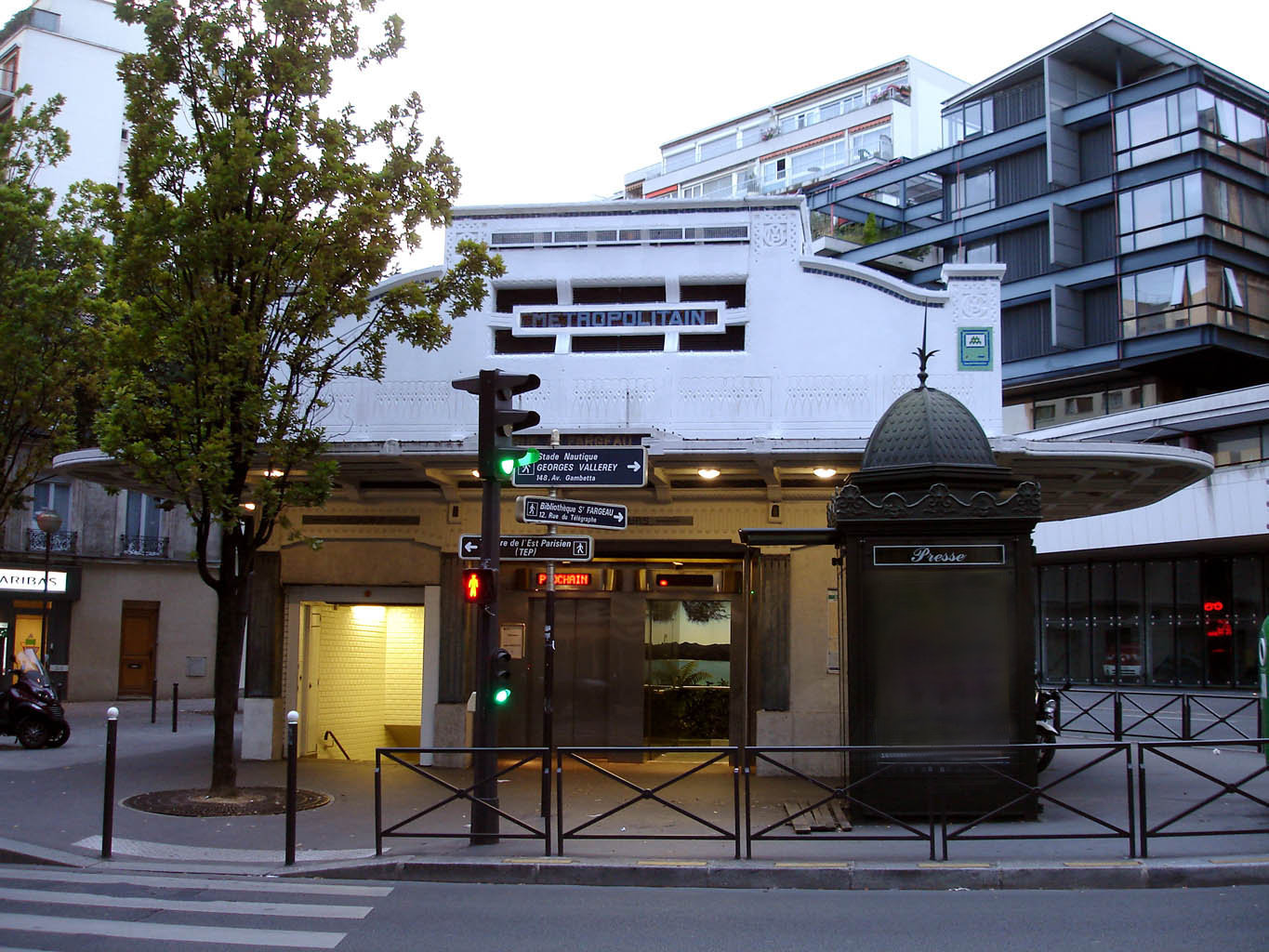
圣法戈站入口

全線都無法無障礙通行，都位於巴黎市內。
| 中文站名 | 法文站名 | 轉乘路線                | 所在地     |
| -------- | -------- | ----------------------- | ---------- |
| 岡貝塔   |          | (M) · (3)               | 20區       |
| 貝勒波爾 |          |                         | 20區       |
| 聖法戈   |          |                         | 20區       |
| 丁香門   |          | (M) · (11) · (T) · (3b) | 19區、20區 |

### 车站设施

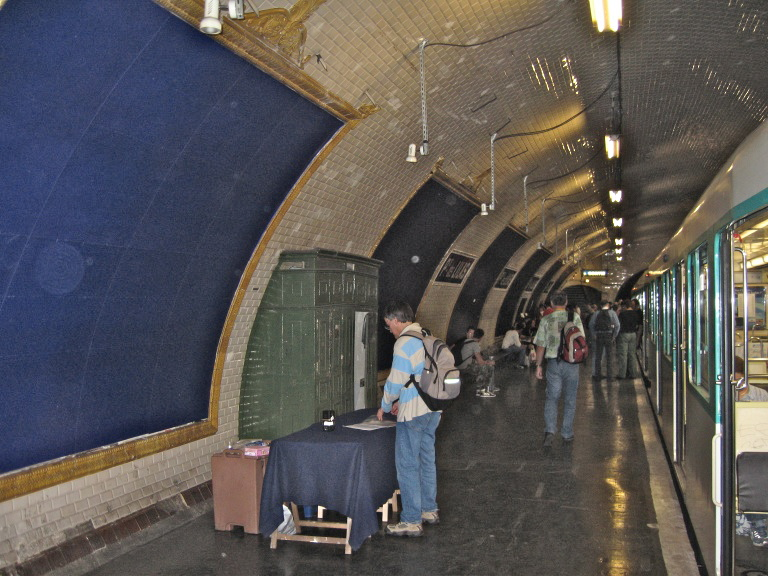
丁香门影院站

3号线支线全线位于地底，除冈贝塔站为单独岛式月台供列车掉头，调度或存放外，其余车站均设有两个侧式月台，右上左下。丁香门站北面有一终点环路，列车在车站东面月台落客后，利用环路返回至西面月台载客离开。
全线车站都设有自动售票机、咨询处與列车即时资讯显示器。

### 车站特色
3号线支线线路深度大，除冈贝塔站外，其余三个站都建在深达19到25米的地底，因此都配备了升降机连接售票大堂和地面。另外，这三个车站的入口都用混凝土和水泥建造成小亭子的模样，使用了Gentil & Bourdet陶瓷装饰。
丁香门站有两个站厅，一个供3号线支线终点站使用，另一个为原先的往返线终点，有路轨通往7号线支线。在1921至1939年间，该站厅作为往返线的终点使用，后因二战爆发关闭。1952年再次开放，供测试胶轮路轨系统，并配有试验性的MP 51列车行走。1956年测试结束后，该站厅不再对公众开放（除欧洲遗产日外）。现在，该站厅名为"丁香门影院站"，常用作电影拍摄场景。

## 使用车型
1971年独立成支线之后，3号线支线使用斯普拉格-汤普森列车，至1981年后全部更换为3节的MF 67列车，列车内部出于流量考虑，没有配备折叠式座椅。

## 使用状况
3号线支线客流量在巴黎所有地铁线中位列最末，1998年全年仅有约195万人乘坐该线，仅相当于最繁忙的1号线在4天里的客流量；2003年總客流量又降至168万。
另外，由於3号线支线没有穿越巴黎的市中心，也没有经过任何一处旅游景点，线路知名度低，车站人流稀少，多呈半荒废状态，与其他繁忙的地铁线形成強烈對比。

## 未来计划

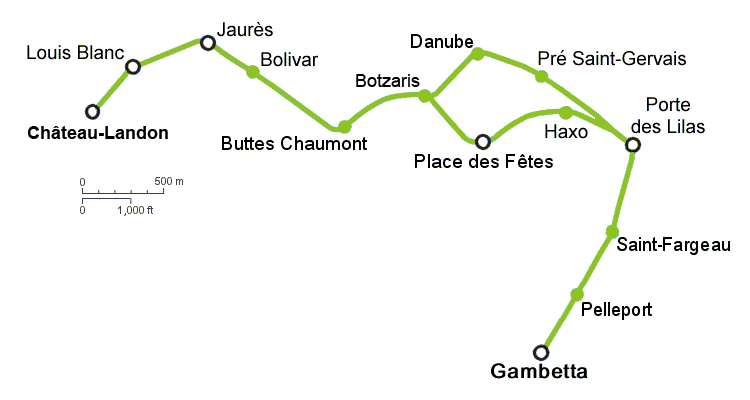
3号线支线与7号线支线合并效果图

法兰西岛规划办（SDRIF）已提议于2007至2013年间将3号线支线和7号线支线合并。届时，已经弃用多年的节日线和往返线都将分别作为上下行投入使用，而幽灵车站亚佐站亦将重新对公众开放。另外，SDRIF之前还建议将并线后的西端终点从路易·布朗克站向南延伸至朗顿堡站，不过由于彼处地下路轨结构复杂，工程将极为繁重。